# Sébastien Le Prestre de Vauban
Sébastien Le Prestre, seigneur de Vauban, senere marquis de Vauban (født 15. maj 1633 i Saint-Léger-de-Fougeret, Nièvre, død 30. marts 1707 i Paris) var en fransk marskal og sin tids største fæstningsingeniør.
Vauban kom som 17-årig til den spanske armé under den berømte Condés befaling; på grund af sine matematiske kundskaber tiltrak han sig snart dennes opmærksomhed og blev anvendt som ingeniør. 1655 blev han officer i det franske ingeniørkorps og fandt her rig lejlighed til at udmærke sig ved flere fæstningsangreb; han ledede allerede 1658 belejringen af Gravelines, Ieper og Oudenarde. I den følgende fredsperiode var Vauban fæstningskonstruktør og udkastede bl.a. planen til befæstningsanlæggene ved Dunkerque. I krigene under Ludvig XIV erhvervede han sig en enestående krigserfaring, idet han deltog i 140 slag og træfninger og til dels selv ledede 53 belejringer, men aldrig et forsvar. Han byggede 33 nye og forandrede ca. 300 ældre fæstninger, deriblandt Luxembourg.
1677 blev Vauban generalinspektør for alle franske fæstninger, 1703 maréchal de France og i 1705 trådte han tilbage efter 57 års aktiv tjeneste. Vauban var ikke opfinder af en helt ny form, men han forbedrede og udviklede på genial vis de tidligere anvendte bastionær-systemer og forstod mesterligt at tilpasse sine udkast efter terrænet. Sædvanlig skelner man imellem tre vaubanske fæstningssystemer — manérer: den 1. rent bastionære; den 2. og 3. manér er kun at betragte som forstærkede ændringer af den 1.
Endnu højere end som fæstningskonstruktør står Vauban som grundlægger af det systematiske regelmæssige angreb, hvorved han ved en rigtig anvendelse af de angrebsmidler, særligt artilleri, skaffede angriberen en decideret overlegenhed i fæstningskrigen. Vauban indførte ricochetskuddet, paralleller m.v. Han ville erobre fæstningen skridt for skridt med spaden og ikke ofre menneskeliv til ingen nytte ved uforberedte storme. Han samlede og begyndte et stort værk Mes oisivetés; uddrag heraf er fremkomne efter hans død under titelen Vaubans memoirer. Forskellige under Vaubans navn udkomne skrifter, bl.a.: Attaque et défense des places (1739) m.fl., er vel ikke forfattet af ham, men vistnok udarbejdet efter hans optegnelser. Hans Dime royale er et højst interessant finansvidenskabeligt værk.